# Grandfontaine, Bas-Rhin
Grandfontaine är en kommun i departementet Bas-Rhin i regionen Grand Est (tidigare regionen Alsace) i nordöstra Frankrike. Kommunen ligger i kantonen Schirmeck som tillhör arrondissementet Molsheim. År 2022 hade Grandfontaine 391 invånare.

## Befolkningsutveckling
Antalet invånare i kommunen Grandfontaine
| Referens: INSEE |